# Artur Paredes
Artur Paredes (Coimbra, 10 de maio de 1899 — Lisboa, 20 de dezembro de 1980) foi um compositor e intérprete de guitarra portuguesa.
É considerado o criador de uma sonoridade própria para a guitarra de Coimbra, distinguindo-a assim da guitarra de Lisboa. Artur nasceu numa família de músicos, porque o seu pai era o guitarrista Gonçalo Paredes, que também era um compositor. O seu filho foi Carlos Paredes, nascido em 1925, que também se tornou guitarrista de nomeada. Artur Paredes revolucionou a afinação e o estilo de acompanhamento para a canção de Coimbra, acrescentando o seu nome aos cantores mais inovadores.
Em Lisboa, viveu na Rua Luciano Cordeiro.